# Bill Corso
William Corso, detto Bill (1966), è un truccatore statunitense, vincitore nel 2005 dell'Oscar al miglior trucco per Lemony Snicket - Una serie di sfortunati eventi assieme a Valli O'Reilly.

## Biografia
Originario del New Jersey, si è trasferito a Los Angeles nel 1985 per studiare in una scuola di make-up. Ha lavorato con Rick Baker e Ve Neill. È il personal make-up artist di Harrison Ford e Jim Carrey.
Oltre al Premio Oscar vinto nel 2005, è stato candidato anche nel 2007 con Cambia la tua vita con un click assieme a Kazu Hiro e nel 2015 con Foxcatcher - Una storia americana assieme a Dennis Liddiard. Ha fatto parte del consiglio di amministrazione dell'Academy of Motion Picture Arts and Sciences.
Ha vinto il Premio Emmy nel 1997 con la miniserie Shining e nel 2009 con il film TV Grey Gardens - Dive per sempre.
È stato candidato ai Primetime Creative Arts Emmy Awards 2016 per il Miglior trucco per una miniserie o film (non prostetico) con All the Way assieme a Francisco X. Perez e Sabrina Wilsonper. 
È stato candidato ai Saturn Award per il miglior trucco nel 1996 per Specie mortale con Steve Johnson e Kenny Myers, nel 2004 per La casa dei fantasmi con Rick Baker e Robin L. Neal, nel 2005 per Lemony Snicket con Valli O'Reilly e nel 2019 per Destroyer.